# Dominika Mróz
Dominika Mróz (ur. 1 stycznia 1998) – polska judoczka.
Zawodniczka UKS Drako 79 Warszawa (od 2011). Brązowa medalistka mistrzostw Polski seniorek 2017 w kategorii do 52 kg. Ponadto m.in. młodzieżowa mistrzyni Polski 2018 w kategorii do 57 kg.